# قلعه اکبربک
قلعه اکبربک، روستایی از توابع بخش مرکزی شهرستان اسلامشهر در استان تهران است.

## جمعیت
این روستا در دهستان احمدآباد مستوفی قرار دارد و براساس سرشماری مرکز آمار ایران در سال ۱۳۸۵، جمعیت آن زیر سه خانوار بوده‌است.